# Gambialoa cygnus
Gambialoa cygnus är en insektsart som beskrevs av Irena Dworakowska 1981. Gambialoa cygnus ingår i släktet Gambialoa och familjen dvärgstritar. Inga underarter finns listade i Catalogue of Life.